# Fascellina aurifera
Fascellina aurifera là một loài bướm đêm trong họ Geometridae.